# Leichtathletik-Halleneuropameisterschaften 2017/Teilnehmer (Montenegro)
| Gelbes Symbol für Goldmedaillen mit stilisierten Olympischen Ringen | Graues Symbol für Silbermedaillen mit stilisierten Olympischen Ringen | Braundes Symbol für Bronzemedaillen mit stilisierten Olympischen Ringen |
| ------------------------------------------------------------------- | --------------------------------------------------------------------- | ----------------------------------------------------------------------- |
| —                                                                   | —                                                                     | —                                                                       |

Aus Montenegro starteten eine Athletin und ein Athlet bei den Leichtathletik-Halleneuropameisterschaften 2017 in Belgrad, von denen einer drei Landesrekorde aufstellte.

## Ergebnisse

### Frauen

#### Sprung/Wurf
| Athletin       | Disziplin  | Qualifikation | Qualifikation | Finale             | Finale             |
| Athletin       | Disziplin  | Höhe          | Platz         | Höhe               | Platz              |
| -------------- | ---------- | ------------- | ------------- | ------------------ | ------------------ |
| Marija Vuković | Hochsprung | 1,86 m        | 17            | nicht qualifiziert | nicht qualifiziert |

### Männer

#### Siebenkampf
| Athlet      | Disziplin | 60 m   | Weitsprung | Kugelstoßen | Hochsprung | 60 m Hürden | Stabhochsprung | 1000 m         | Punkte | Platz |
| ----------- | --------- | ------ | ---------- | ----------- | ---------- | ----------- | -------------- | -------------- | ------ | ----- |
| Darko Pešic | Ergebnis  | 7,22 s | 7,12 m PB  | 16,08 m     | 2,01 m SB  | 7,99 s PB   | 4,60 m         | 2:38,23 min PB | 5984   | 6     |
| Darko Pešic | Punkte    | 806    | 842        | 856         | 813        | 984         | 790            | 893            | 5984   | 6     |